# Quidam de Revel
Quidam de Revel (* 1982; † Februar 2014) war ein Weltklassespringpferd und Deckhengst, der in allen Zuchtgebieten der Welt anerkannt war.

## Sport

### Unter Hervé Godignon
Quidam de Revel wurde von 1988 bis 1993 von Hervé Godignon geritten. 1990 gewann er den Nationenpreis in New York und zudem die Großen Preise von New York und Dortmund und gewann in dem Jahr achtjährig mehr als eine Million Frans. 1991 wurden sie bei der Europameisterschaft in La Baule vierter mit der französischen Mannschaft und belegten Platz sechs in der Einzelwertung. Ebenfalls 1991 belegten die beiden beim Nationenpreis von Hickstead Platz eins, in Rotterdam Platz zwei und in Calgary Platz sieben. Zudem wurden sie im Volvo World Cup Finale in Göteborg fünfte. Bei den Olympischen Spielen in Barcelona 1992 gewann das Paar die Bronzemedaille mit der französischen Mannschaft und wurde Vierter im Einzel. Im selben Jahr gewannen sie die Nationenpreise in Rom und Dinard sowie den Großen Preis von Rom.

### Unter Thomas Velin
1993 wurde Quidam de Revel für einen Millionenbetrag nach Dänemark verkauft und kam unter den Sattel der Geschwister Velin. Mit Charlotte Velin gewann er die Meisterschaft der Nachwuchsreiter in Skandinavien. Unter Thomas Velin wurde er 1993 Vierter im Großen Preis von Oslo, Siebter im Weltcup in Millstreet und Dritter im Hengsttespringen in Mechelen, sowie im Dänischen Springderby.
1995 war der Hengst Dritter im großen Preis von Neumünster, platziert im Volvo World Cup von Bologna, im Masters Turnier in Zürich, im Großen Preis von München, im schwedischen Derby in Falsterbo, sowie im CSI-A in Spangenberg und Valkenswaard. 1996 platzierte er sich in den Großen Preisen von Wolfsburg, Hannover und Neumünster und wurde Vierter bei der Europameisterschaft der Jungen Reiter. 1997 gewann das Paar den Großen Preis von Hannover und wurde fünfter im Weltcupspringen von Helsinki. Des Weiteren platzierte er sich beim Weltcup in Paris und beim Volvo World-Cup in Göteborg.
2001 wurde er aus dem Sport verabschiedet.

## Zucht
1987 wurde Quidam de Revel erstmals in der Zucht eingesetzt und bekam durch seine außergewöhnlich erfolgreichen Nachkommen schon früh einen Ruf als Spitzenvererber.
Allein in Deutschland wurden bisher mehr als 30 seiner Söhne gekört.
Seine bekanntesten Nachkommen sind wohl Dollar de la Pierre (= Tlaloc la Silla, 2000 im olympischen Finale, 2002, Mannschafts-Weltmeister in Jerez unter Reynald Angot), Nabab de Rêve (WM-Mannschaftsbronze unter Philippe Le Jeune, gekörter Hengst mit international erfolgreichen Nachkommen und gek. Söhnen, BWP Pferd des Jahres 2002, Vater des Weltmeisters Vigo d’Arsouilles), Guidam (= Adagio IV, unter Eric van der Vleuten, gekörter Hengst KWPN mit international erfolgreichen Nachkommen), Kador du Valon (Steve Guerdat), Le Prestige St. Lois de Hus (Kevin Staut), Queen Liesa (Toni Hassmann), Quite Capitol (Torben Köhlbrandt), Bianca D’Amaury (Rodrigo Pessoa), Quel Homme (Deutscher Meister 2005, René Tebbel), Circa Z, Coco Chancel und Etoupe.

### Chef de Race Mondial
Heute wird Quidam de Revel, genau wie sein Großvater Alme und sein Vater Jalisco B als „Chef du Race Mondial“ angesehen, denn er hat das Selle-Français-Blut in alle Zuchten der Welt getragen.
In den Niederlanden weist er einen Zuchtindex Springen von 151 für 2010 aus, in Deutschland sind es 148 Punkte im Springindex. Seine Nachkommen haben alleine in Deutschland bereits mehr als 1,5 Millionen Euro gewonnen.

## Klon
Am 13. März 2005 kam im Genlabor Cryozootech ein Klonfohlen des Ausnahmehengstes zur Welt. Der Klon steht unter dem Namen Paris-Texas in den USA.